# In dubio abstine
In dubio abstine és una locució llatina que significa «en cas de dubte val més no fer res i abstenir-se de prendre una decisió».
És parent i contrària a la locució in dubio libertas «en cas de dubte pots fer el que vulguis i tens la llibertat». En dret és molt prop del principi del dret in dubio pro reo, quan no hi ha proves pertinents de la culpa, no s'ha de condemnar el reu o la presumpció d'innocència. En medicina s'apropa del primum non nocere, en cas de dubte, s'ha de preocupar-se abans de tot a no noure. Són dues dites que romanen molt actuals a la medicina. És un principi que té els seus arels a l'estoïcisme. Tot i que a la medicina moderna, un cert activisme sense límits s'oposa al vell principi de l'abstinència: no es para el tractament, mentrestant no s'ha assajat tot el que condueix a reprotxos d'acarnissament terapèutic.